# Ramacca
Ramacca – miejscowość i gmina we Włoszech, w regionie Sycylia, w prowincji Katania.
Według danych na rok 2004 gminę zamieszkiwało 10 460 osób, 34,4 os./km².